# Om ah ra pa cha(tsa) na dhih
Oṃ ah ra pa cha(tsa) na dhih è il mantra di Mañjuśrī.

## Descrizione
Mañjuśrī è il Buddha della Piena Consapevolezza, simbolo di saggezza, metodo, intelligenza e realizzazione. Queste virtù sono rappresentate dalla spada fiammeggiante che regge con la mano destra per recidere l'ignoranza, e dalle sacre scritture sul Loto che regge con la mano sinistra.
Manjusri è il protettore degli studenti del Dharma, ed è in grado di incrementare l'intelligenza e la capacità di capire ed interpretare gli antichi testi sacri.
Secondo la tradizione buddista, la recitazione del mantra Oṃ ah ra pa cha(tsa) na dhih sviluppa l'intelligenza, aumenta la saggezza, l'abilità nell'argomentare, la memoria, l'abilità nello scrivere e nel comunicare i propri pensieri. Ha altresì il potere di eliminare l'ignoranza.
Dhih è la sillaba detta «seme» del mantra ed è recitata con enfasi maggiore. Quando il praticante la pronuncia deve visualizzare la spada di Mañjuśrī che rotea in senso orario immaginando che elimini l'ignoranza.
Questo mantra non ha alcuna traduzione specifica, ma rappresenta la saggezza vissuta dagli esseri illuminati, e le sue sillabe possono essere associate a frasi. Così come ogni sillaba, ogni frase denota energie diverse.